# Greux
Greux település Franciaországban, Vosges megyében. Lakosainak száma 132 fő (2022. január 1.). Greux Maxey-sur-Meuse, Brixey-aux-Chanoines, Goussaincourt, Les Roises, Vouthon-Haut és Domrémy-la-Pucelle községekkel határos.

## Népesség
A település népességének változása:
| Lakosok száma | 170  | 163  | 165  | 157  | 153  | 149  | 144  | 138  | 132  |
|               | 2013 | 2015 | 2016 | 2017 | 2018 | 2019 | 2020 | 2021 | 2022 |